# دايتونا بيتش شورز
دايتونا بيتش شورز (بالإنجليزية: Daytona Beach Shores)‏ هي مدينة أمريكية تقع في ولاية فلوريدا. تبلغ مساحة هذه المدينة 2.4 (كم²)،ويبلغ عدد سكانها 4247 نسمة حسب إحصاء سنة 2010 م 4247.تشير إحصاءات سنة 2000م بأن الكثافة السكانية في هذه المدينة تقدر بـ(auto) نسمة/كم2 

## معرض صور

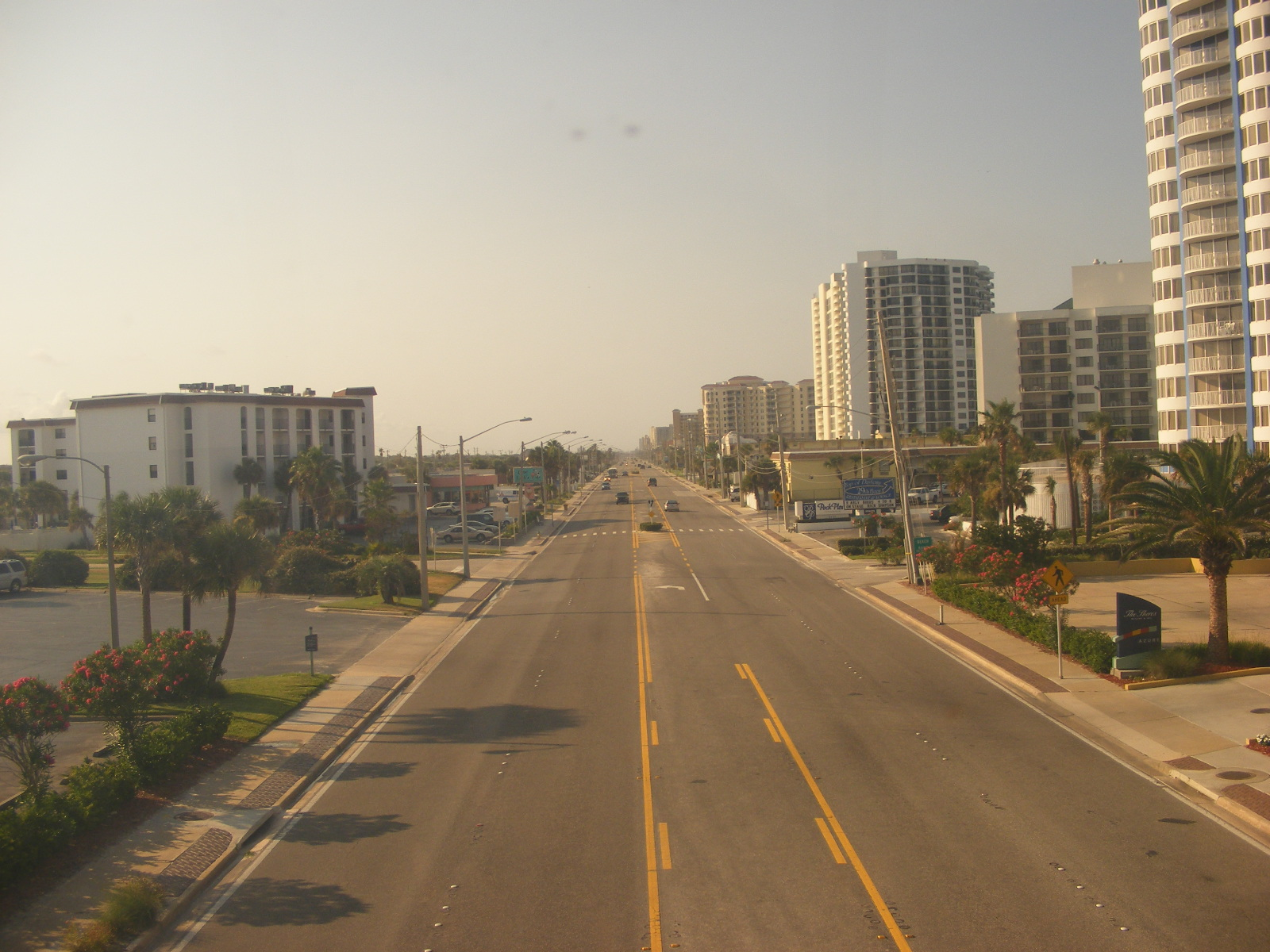
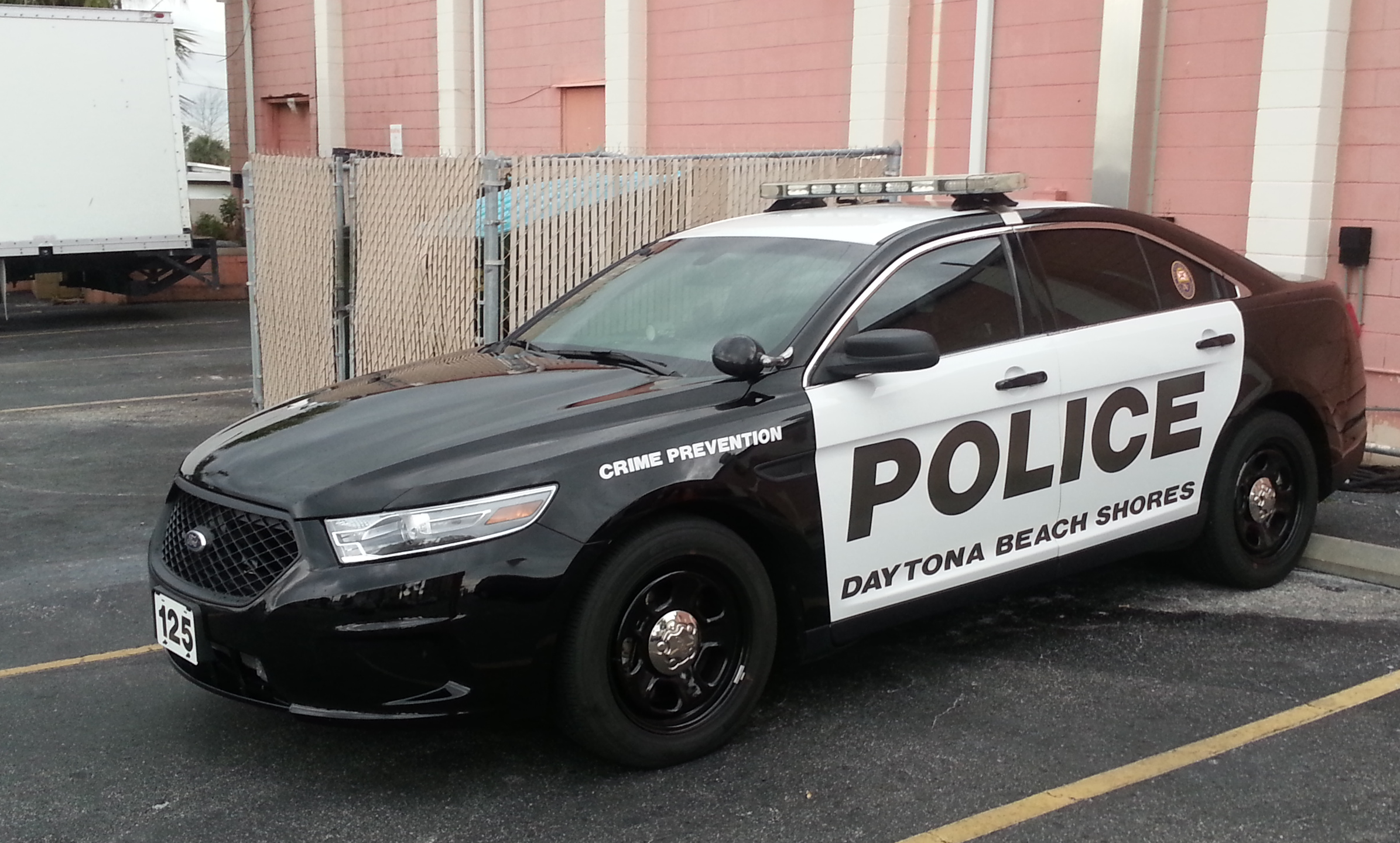
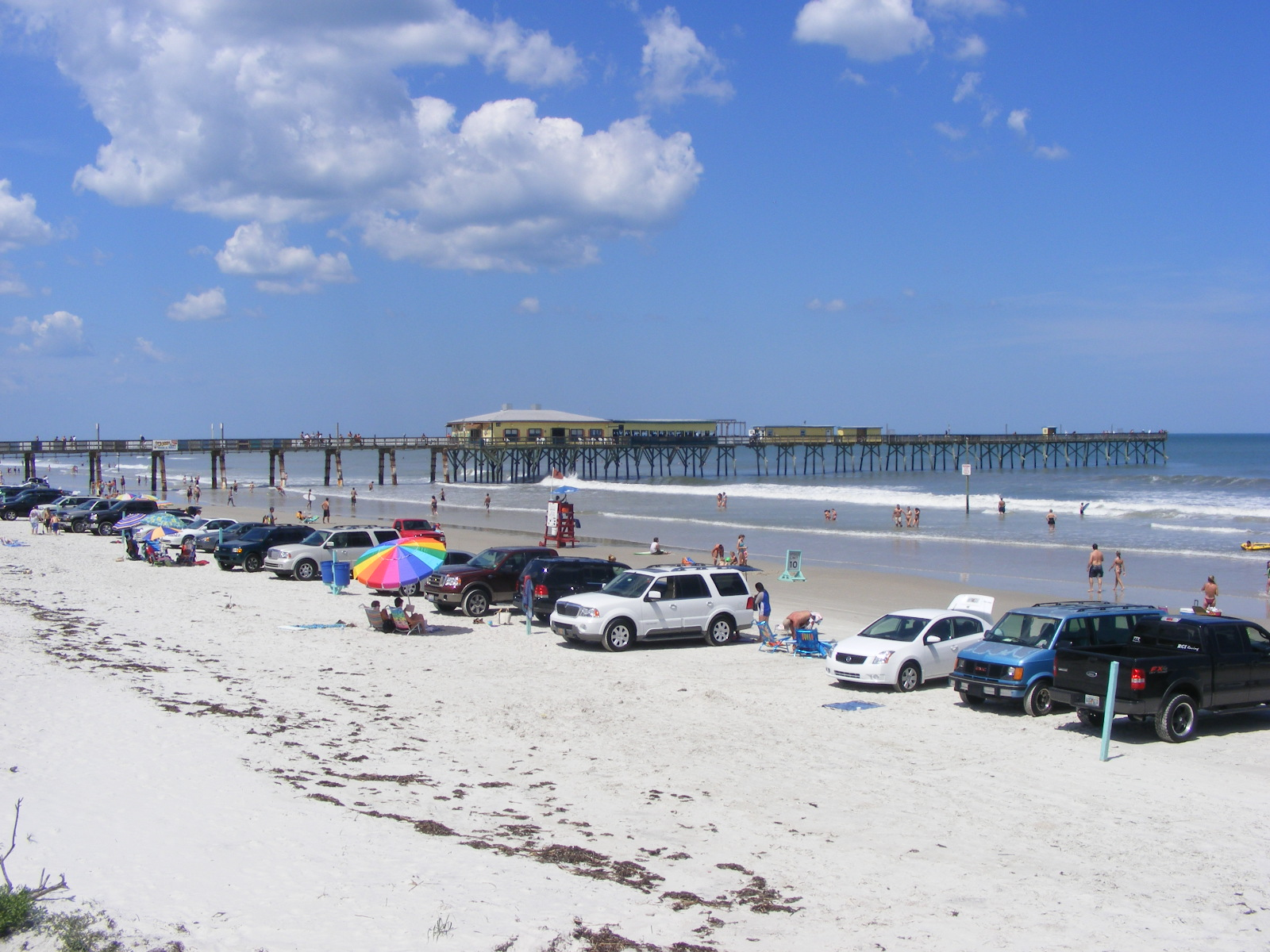
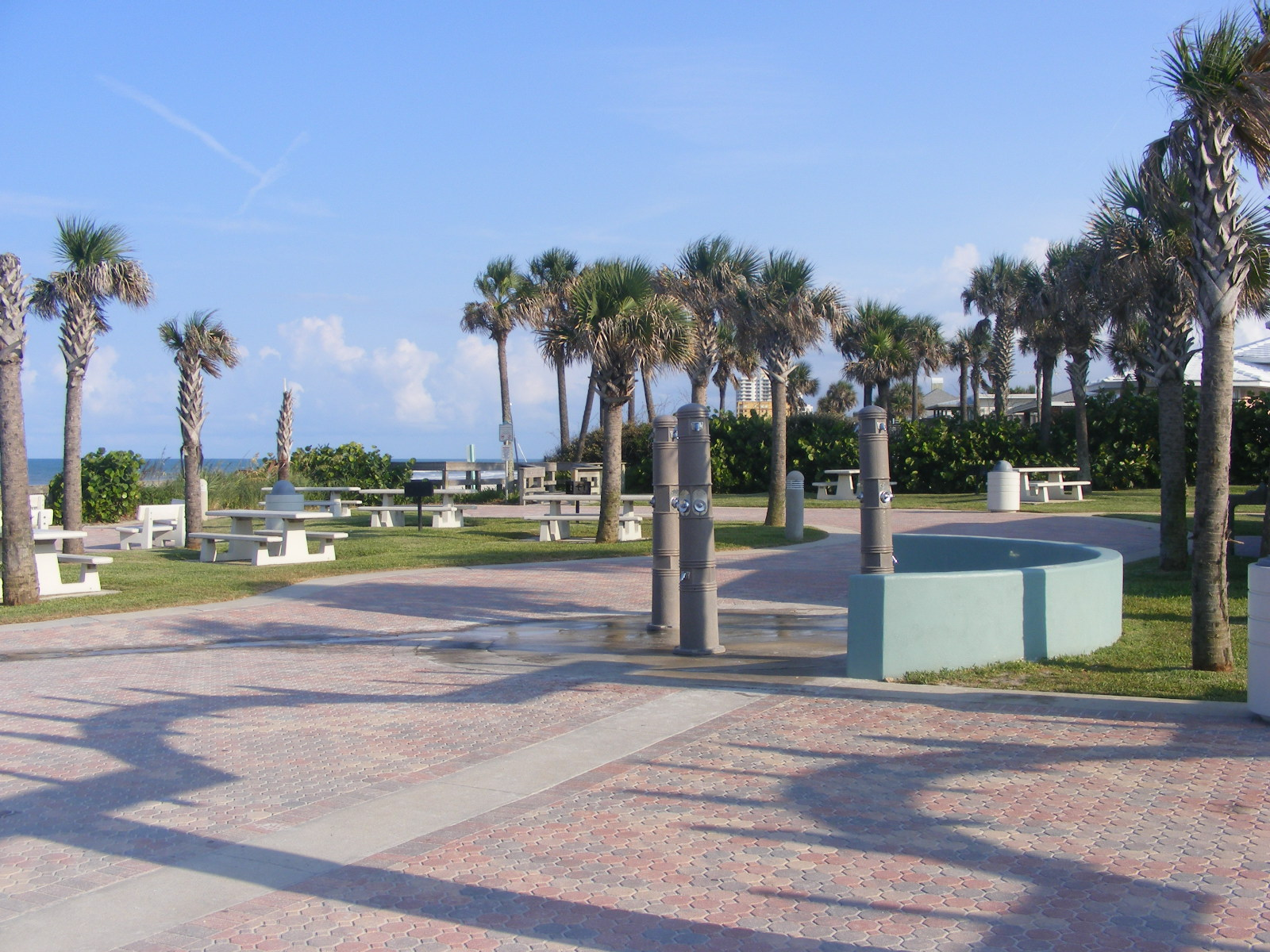